# Чжао Куан'їнь
Чжао Куан'їнь (спрощ.: 赵匡胤; кит. трад.: 趙匡胤; піньїнь: Zhào Kuāngyìn), храмове ім'я Тайцзу, собисте ім'я Чжао (кит.: 太祖; піньїнь: Taizu; 21 березня 927 —14 листопада 976) — видатний китайський військовик, засновник і перший імператор династії Сун. Куан'їнь, ввічливе ім'я Юнланг, був засновником і першим імператором династії Сун в Китаї. Він керував з 960 року до своєї смерті 976 року. Раніше він був видатним військовим генералом династії Пізнього Чжоу, імператор Тайдзу прийшов до влади після того, як влаштував державний переворот і змусив імператора Гонга, останнього правителя Чжоу, відректися престолу.

## Життєпис
Народився 21 березня 927 року у місті Лоян (сучасна провінція Хенань). Походив з родини військовиків. Його батько, Чжао Їнь, у провінції Хебей керував військами. Отримав початкову освіту, вступив на службу до володарів держави Південна Тан. Там він здобув необхідний військовий досвід з огляду на політичний хаос, що панував тоді на території Китаю.
948 року Чжао Куан'їнь став офіцером під командуванням голови Верховної Військової ради Пізньої Хань Го Вея, який 951 року заснував власну династію — Пізню Чжоу. Чжао Куан'їнь став офіцером імператорської гвардії. 954 року, за правління Чай Жуна Чжао Куан'їнь став дудяньцзянем (начальником особистої охорони імператора). Тоді ж він відзначився у битві при Гаопіні проти військ Північної Хань. 960 року після смерті Чай Жуна престол зайняв Го Цзунсюнь. Того ж року під приводом запобігання вторгненню об'єднаних сил киданів з Ляо й армії держави Північна Хань Чжао Куан'їнь повів війська в похід. Під час походу за підтримки військ, якими він командував, 960 року він проголосив себе імператором. Ту подію називають «Військовим бунтом в місцевості Ченьцао». Незабаром він підкорив Пізню Чжоу, а до 968 року завоював Північну Хань.
Новий імператор Тайцзу зумів возз'єднати більшу частину Китаю, що був роздроблений після падіння династії Тан (Період п'яти династій і десяти держав).
Головним органом влади за його правління стала Державна рада, що приймала рішення щодо зовнішньої та внутрішньої політики. Чжао Куан'їнь провів адміністративну реформу, розділивши країну на 300 префектур, що в свою чергу розділялись на райони, а ті — на сільські адміністрації. Також було відновлено було екзаменаційну систему для державних чиновників. Окрім іспитів, що існували раніше, було впроваджено палацовий іспит на вчене звання цзіньши.
Намагався боротися з окупацією китайських земель з боку Ляо та Сі Ся. Військові експедиції проти цих двох імперій були невдалими, і Тайцзу, зрештою, був змушений підписати з ними мирні угоди.
Чжао Куан'їнь заснував академії, в яких проводились дискусії, що сприяло зростанню наукового прогресу, економічним реформам, а також досягненням у галузі мистецтва й літератури.
Імператор Тайцзу відомий також тим, що суттєво знизив вплив воєначальників на державні справи.
Чжао Куан'їнь помер 976 року. Трон успадкував його молодший брат Чжао Куан'ї, хоч Тайцзу й мав двох синів — Чжао Дечжао, князя Янь (951—979), і Чжао Дефана, князя Цінь (959—981). Історичні джерела зазначають, що значну роль у рішенні щодо спадкування престолу відіграла мати покійного імператора. Деякі фольклорні джерела вказують, на те, що Чжао Куан'ї вбив свого брата.

## Кар'єра
951 року Го Вей повстав і створив династію Пізнього Чжоу. Через його блискучі бойові навички Чжао Куан'їнь був призначений командиром палацових охоронців. Чай Ронг (імператор Шицзун з Пізнього Чжоу) часто зустрічався з Го Вей і помітив потенціал Чжао Куан' їнь. Під його командуванням Чжао Куан'їнь став командиром кавалерійських частин і почався прихід до влади Чжао Куан'їнь.
Кар'єра Чжао Куан'їнь почалася в битві під Гаопінгом проти союзу династій Північної Хань і Ляо. 
Це суперництво почалося тоді, коли Чай Ронг піднявся на трон, і Лю Чонг вирішив співпрацювати з династією Ляо. 
У першій битві правий фланг армії, очолюваний воєначальниками Фан Айненг (We 愛 能) і Хе Вей (微), зазнав поразки. Рятуючи ситуацію, Чжао Куан'їнь і Чжан Юнде зібрали навколо себе 4000 бійців щоб протистояти армії Ляо. Заклик до військ Чжао Куан' їнь лишитись вірними імператору зміцнили їхній моральний дух. Невеликими силами вони змогли утримувати велику армію Ляо, поки не прийшло підкріплення. Зрештою, успішний полководець відбив Північний Хан до Тайюань.
Завдяки перемозі Чжао Куан' їнь став великим командиром палацових гвардійців, а також розпочав реорганізацію та їхнє навчання. Він розвивав відносини з іншими генералами і чиновниками, пов'язаними з начальником палацу, включаючи Ши Шусінь, Ван Шенькі (Shen i 琦), Ян Гуань (楊光義), Ван Чженчжун (忠), Лю Цінжі. , Лю Shouzhong (劉守忠), Лю Яньранг (讓), Мі Сінь (信), Тянь Чунцзін (重 進), Пан Мей, його брат Чжао Куаньцзі, Шень Ілун (義 倫), Лу Сюцин, Чжао Пу (), Чу Жаобу (昭 捕). Протягом років Чжао Куан'їнь повністю контролював охорону палацу.
Незабаром його підвищили до звання військового губернатора, що контролював більшу частину військ імператора Чай Ронг (Chai Rong) . Але він досі мав двох суперників (воєначальників) — Чжан Юнде і Лі Чунцзіня (племінник Го Вей). Після смерті Чай Жунга, трон Пізнього Чжоу залишився його семирічному синові Го Зонгсунь, а другий суперник, Лі Чунцзінь незабаром опинився без політичної підтримки. В результаті Чжао Куан'їнь зміг використати свій вплив, щоб змістити Лі Чунцзіня до префектури Ян.

## Імператор династії Сун
У 960 році Чжао Куан'їнь (відомий як імператор Тайцзу) допоміг возз'єднати більшу частину Китаю після роздроблення і повстання між падінням династії Тан у 907 році та встановленням династії Сун. 
Після інтонізації Чжао Куан'їнь відправив молодого імператора Го Зонгзуна зі своєю матір'ю до західної столиці. Він особисто наказав сім'ї Чжао утримувати сім'ю Чай в сім'ї для поколінь .
Попередній план об' єднання Китаю, встановлений під час правління Чай Жун, полягав у тому, щоб спочатку завоювати північ, а потім південь. Під час правління імператора Тайцзу відбулася зміна стратегії. Він мав підкорити всі південні дрібніші держави, такі як Пізній Шу, Південний Хань і Південний Тан. Виключенням був сильний Північний Хань на півночі при Тайюані, що підтримувався хітанами династії Ляо. Стратегія імператора Тайцзу полягала в тому, щоб спочатку взяти південні території, тому що південь був слабкішим, ніж північ, оскільки династія Ляо підтримувала Північний Хань.
У 968 році імператор Тайцзу особисто очолив армію проти Північного Хань. Спочатку його сили прорвали оборону і взяли Тайюань в облогу, але зрештою змусили відступити після контрнаступу  військ Північного Хань з приходом кінноти Ляо на підтримку.
Імператор Тайцзу проголосив основні закони та установи прабатьків династії для пізніших імператорів династії. Його згадували за розширення системи імперської експертизи так, що більшість державних службовців набиралася через іспити (на відміну від Тан, де менше 10 % державних службовців проходили іспити). Він також створив академії, які дозволили багато свободи дискусій і думок, що сприяло зростанню наукового прогресу, економічним реформам, а також досягненням у галузі мистецтва і літератури.
Імператор Тайцзу добре відомий тим, що обмежував владу військових, завершивши епоху воєначальників, і таким чином перешкоджаючи будь-якому іншому воєначальнику піднятися до влади, як він це зробив. Ставши імператором, він запросив визначних военачальників на пишний бенкет, де він переконав їх усіх піти у відставку з військових посад , на користь користування великими маєтками і щедрими пенсійними коштами та пільгами, які він тоді запропонував їм. [8] У певний момент свята новий імператор виступив з промовою до військових офіцерів, зібраних там, де він почав, висловлюючи свою глибоку вдячність кожному і всім за те, що вони привели його на трон, і що тепер, коли він має владу щоб зробити це, він хотів винагородити їх у максимальному ступені його спроможностей; потім він сказав, що він думає, що теперішня компанія все зрозуміє, що він не може відчувати себе добре на своєму новому престолі, коли вони й далі продовжують керувати своїми різними арміями військ. Потім він щиро пообіцяв, що вони та їхні сім'ї житимуть у щасті та гармонії, якщо вони приймуть його пропозицію піти у відставку з заявленими вигодами: зрештою, ніхто з генералів не відмовився від його умов. Внаслідок таких змін у централізації військового керування почався період відносного внутрішнього миру в царстві. Протягом тривалого часу династії Сун, яку він заснував, династія зосереджувала свою увагу для забезпечення військової сили для боротьби з конкуруючими навколишніми імперіями.
Багато пісень і пізніші джерела записують історію «присяги Тайцзу», яка забороняла його наступникам вбивати вчених-чиновників. Однак ця історія може бути пізніше побудована.

## Суперечка про смерть і правонаступництво
Імператор Тайцзу царював сімнадцять років і помер у 976 році у віці 49 років. Цікаво, що його змінив його молодший брат, Чжао Куаньцзі (імператор Тайцзун), хоча він мав двох синів — Чжао Дежао, принца Яна (951--979), і Чжао Дефанг, князя Цинь (959—981). Традиційні історичні звіти роблять акцент на ролі, яку матір Чжао Куан'їнь відігравала в рішенні, прийнятому незабаром після проголошення династії Сун (близько 961). Так протягом майже всього його царювання, було відомо і прийнято, що Чжао Куаньцзі змінить його.
У фольклорі дуже популярна історія, відома як «тіні від свічки і звуки з сокири», і припускає, що імператор Тайцзу був убитий своїм братом, який пішов після трона.
Після імператора Тайцзун, лінія спадкоємства перейшла на його сина і нащадків, а не на спадкоємців імператора Тайцзу. Проте, коли імператор Гаоцзун (1127—1161) не спромігся залишити спадкоємця, він вибрав нащадка імператора Тайцзу, щоб стати його спадкоємцем, спадкоємця його в 1161 році. Після 1161 року всі наступні імператори династії походили від імператора Тайцзу від його двох. синів Чжао Дежао і Чжао Дефанг.

## Сім'я
Сім'я Чжао Куан'їнь була досить скромного походження і не може бути простежена з певною впевненістю далі, ніж пізніший Тан. Його великий прадід Чжао Тьяо був чиновником, який служив у Чжочжоу в провінції Хебей, де жила родина. Його нащадки Чжао Тін і Чжао Цзін також служили місцевими чиновниками в провінції Хебей. Син Чжао Цзін Чжао Хунін вирішив не робити цивільної кар'єри і став військовим офіцером замість Чжуанцзуна Пізнього Танга,  він знав, що в часи роз'єднаності це буде військова кар'єра, яка призведе до успіху.
Батьки: Чжао Хунін, Сюаньзу (祖 趙弘殷; 899—956)
Імператриця Джаоаксян, ду-клана (太后 杜氏; 902—961)

## Девізи правління
- Цзяньлун (建隆) 960—963
- Цяньде (乾德) 963—968
- Кайбао (開寶) 968—977